# Яман (ефіопська літера)

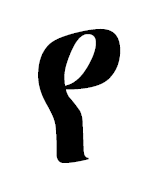

Яман (амх. የማን) — вісімнадцята літера ефіопської абетки, позначає твердопіднебінний апроксимант звук /j/.
- የ  — є
- ዩ  — ю
- ዪ  — ї
- ያ  — я
- ዬ  — є
- ይ  — йи (й)
- ዮ  — йо